# Тами Монро
Та́ми Монро́ (англ. Tami Monroe), настоящее имя Дже́ссика Уэ́ллс (англ. Jessica Wells); род. 6 марта 1970, Нью-Йорк) — бывшая американская порноактриса.

## Карьера
В период с 1989 по 2001 год сыграла в около 130 фильмов. Из-за невысокого роста Тами называли самой маленькой звездой большого порно. В основном она играла в гетеросексуальных сценах, хотя была замечена и в лесбийских порнофильмах. Введена в Зал славы AVN в 1999 году.

## Личная жизнь
В 1989—1990 годах её мужем был популярный рок-музыкант Дейна Страм. Позже она была замужем за продюсером порно Чарльзом Зикари (до 2002 года). Её сестра — бывшая порноактриса Тара Монро (урожденная Валери Уэллс).